# Bothriechis
Bothriechis är ett släkte av ormar som ingår i familjen huggormar.
Släktets medlemmar är med en längd upp till en meter eller sällan lite längre medelstora ormar. De förekommer från Centralamerika till Ecuador och vistas i skogar på träd. Arterna äter groddjur, ödlor, småfåglar och mindre däggdjur. Individernas bett kan orsaka kraftig smärta men inga dödsfall är dokumenterade. Honor föder levande ungar (ovovivipari).
Arter enligt Catalogue of Life:
- Bothriechis aurifer
- Bothriechis bicolor
- Bothriechis lateralis
- Bothriechis marchi
- Bothriechis nigroviridis
- Bothriechis rowleyi
- Bothriechis schlegelii
- Bothriechis thalassinus

The Reptile Database listar ytterligare tre arter:
- Bothriechis guifarroi
- Bothriechis nubestris
- Bothriechis supraciliaris